# Disney Girls (1957)
Disney Girls (1957) è un brano musicale composto da Bruce Johnston per il gruppo musicale pop rock The Beach Boys. Fu incluso nell'album Surf's Up del 1971. La voce solista è quella di Johnston, che inoltre suona anche upright piano, Moog, e mandolino. Nei Paesi Bassi la canzone venne pubblicata su singolo (B-side Surf's Up), e nel 1977 l'autore la inserì nel suo album solista Going Public.

## Descrizione
La canzone è una riflessione nostalgica cantata dal punto di vista di un uomo che rifiuta la realtà in favore di un mondo di fantasia pieno di ragazze dei film di Walt Disney, canzoni di Patti Page e dei bei tempi andati di una volta. Disney Girls (1957) è una delle composizioni più celebri di Bruce Johnston, e viene ancora occasionalmente eseguita dai Beach Boys in concerto.
La canzone ha anche, come l’autore ha più volte ammesso, un messaggio contro la droga; infatti il protagonista della canzone preferisce rimanere “ingenuo” davanti ai problemi della vita piuttosto che assumere droghe come era usuale al tempo, si ricorda infatti che questo spunto per la canzone è autobiografico, visto il periodo storico in cui Bruce viveva ( la Controcultura degli anni 1960) dominata dagli hippy, noti per il loro consumo di marijuana ed LSD.
È stata reinterpretata da numerosi artisti, inclusi Art Garfunkel, Cass Elliot, Alexander Rybak, Doris Day, Jack Jones e Captain & Tennille. La versione della Elliot (dall'album Cass Elliot) vede la partecipazione di Johnston e Carl Wilson. Si dice che il pezzo sia stato inciso anche da Gene Clark dei Byrds, ma la sua versione è ancora inedita.

## Formazione[2][3][4]
The Beach Boys
- Al Jardine – cori e armonie vocali
- Bruce Johnston – voce solista, cori e armonie vocali; upright piano, sintetizzatore Moog, mandolino
- Mike Love – cori e armonie vocali
- Brian Wilson – cori e armonie vocali
- Carl Wilson – cori e armonie vocali
- Dennis Wilson – cori e armonie vocali

Musicisti aggiuntivi
- Ed Carter – chitarra acustica ed elettrica
- Dennis Dragon – batteria
- Kathy Dragon – flauto